# Psychotria carnosocarpa
Psychotria carnosocarpa är en måreväxtart som beskrevs av John Duncan Dwyer och M.Victoria Hayden. Psychotria carnosocarpa ingår i släktet Psychotria och familjen måreväxter. Inga underarter finns listade i Catalogue of Life.